# Lebanon (Nuevo Hampshire)
Lebanon es una ciudad ubicada en el condado de Grafton en el estado estadounidense de Nuevo Hampshire. En el Censo de 2010 tenía una población de 13.151 habitantes y una densidad poblacional de 122,85 personas por km².

## Geografía
Lebanon se encuentra ubicada en las coordenadas 43°37′24″N 72°15′5″O / 43.62333, -72.25139. Según la Oficina del Censo de los Estados Unidos, Lebanon tiene una superficie total de 107.05 km², de la cual 104.43 km² corresponden a tierra firme y (2.45%) 2.62 km² es agua.

## Demografía
Según el censo de 2010, había 13.151 personas residiendo en Lebanon. La densidad de población era de 122,85 hab./km². De los 13.151 habitantes, Lebanon estaba compuesto por el 88.37% blancos, el 1.62% eran afroamericanos, el 0.27% eran amerindios, el 6.84% eran asiáticos, el 0.01% eran isleños del Pacífico, el 0.78% eran de otras razas y el 2.1% pertenecían a dos o más razas. Del total de la población el 2.86% eran hispanos o latinos de cualquier raza.